# Сардиния и Корсика
 Тази статия е за римската провинция.  За италианския регион вижте Сардиния.  
 Тази статия е за римската провинция.  За френския регион вижте Корсика.  
Сардиния и Корсика (на латински: Sardinia et Corsica) е римска провинция, обхващаща островите Сардиния и Корсика.
„Сардиния и Корсика са официално отстъпени от Картаген на Рим след края на първата пуническа война през 237 пр.н.е., а през 227 пр.н.е.. е обявена за втората провинция на Римската република след Сицилия. Преди това островите са неутрална територия, но явно под силното въздействие на Картагенската цивилизация, защото са запазени документи за островни бунтове против Картаген.
През 234 пр.н.е. консулът Спурий Карвилий Максим Руга води на островите успешни боеве, за което получава триумф в Рим.
Днешната провинция Нуоро в източна Сардиния е служила за настаняване на старото население. Оттам са произхождали чести нападения в римската територия, което кара римляните да построят лимес.
Римляните наричат жителите на Нуоро варвари, а земите им Barbaria (Barbagia).
През 456 г. островът е завладян от вандалите, с което се слага край на Римското господство.
Икономически провинцията е от значение като доставчик на зърнени продукти, коне, минерали и оръжия.

## Римски управители на провинцията
- 217 пр.н.е. – Авъл Корнелий Мамула, praetor Corsicae et Sardiniae
- 216 пр.н.е. – Авъл Корнелий Мамула, propraetor Corsicae et Sardiniae
- 215 пр.н.е. – Квинт Муций Сцевола, praetor Corsicae et Sardiniae et decemvir sacris faciundis
- 214 пр.н.е.—212 пр.н.е. – Квинт Муций Сцевола, propraetor Corsicae et Sardiniae et decemvir sacris faciundis
- 211 пр.н.е. – Луций Корнелий Лентул, praetor Corsicae et Sardiniae et decemvir sacris faciundis
- 210 пр.н.е. – Publius Manlius Vulso, praetor Corsicae et Sardiniae
- 207 пр.н.е. – Aulus Hostilius Cato, praetor Corsicae et Sardiniae
- 206 пр.н.е. – Tiberius Claudius Asellus, praetor Corsicae et Sardiniae
- 205 пр.н.е. – Gnaeus Octavius Gnaeus filius, praetor Corsicae et Sardiniae
- 204 пр.н.е. – Tiberius Claudius Publius filius Tiberius nepos Nero, praetor Corsicae et Sardiniae
- 203 пр.н.е. – Publius Cornelius Publius filius Lucius nepos Lentulus Caudinus, praetor Corsicae et Sardiniae
- 201 пр.н.е. – Marcus Fabius Buteo, praetor Corsicae et Sardiniae
- 199 пр.н.е. – Lucius Villius Tappulus, praetor Corsicae et Sardiniae
- 197 пр.н.е. – Lucius Atilius, praetor Corsicae et Sardiniae
- 196 пр.н.е. – Tiberius Sempronius Tiberius filius Gaius nepos Longus, praetor Corsicae et Sardiniae et decemvir sacris faciundis
- 193 пр.н.е. – Lucius Porcius Lucius filius Marcus nepos Licinus, praetor Corsicae et Sardiniae
- 191 пр.н.е. – Lucius Oppius Salinator, praetor Corsicae et Sardiniae
- 189 пр.н.е. – Квинт Фабий Пиктор, praetor Corsicae et Sardiniae
- 188 пр.н.е. – Gaius Stertinius, praetor Corsicae et Sardiniae
- 186 пр.н.е. – Gaius Aurelius Scaurus, praetor Corsicae et Sardiniae
- 184 пр.н.е. – Quintus Naevius Matho, praetor Corsicae et Sardiniae
- 183 пр.н.е. – Gnaeus Sicinius, praetor Corsicae et Sardiniae
- 182 пр.н.е. – Lucius Terentius Istra, praetor Corsicae et Sardiniae
- 181 пр.н.е. – Marcus Pinarius Posca, praetor Corsicae et Sardiniae
- 180 пр.н.е. – Gaius Menius, praetor Corsicae et Sardiniae
- 179 пр.н.е. – Гай Валерий Левин, praetor Corsicae et Sardiniae
- 177 пр.н.е. – Луций Мумий, praetor Corsicae et Sardiniae
- 175 пр.н.е. – Сервий Корнелий Сула, praetor Corsicae et Sardiniae
- 174 пр.н.е. – Марк Атилий Гай, praetor Corsicae et Sardiniae
- 172 пр.н.е. – Спурий Клувий, praetor Corsicae et Sardiniae
- 171 пр.н.е. – Луций Фурий Фил, praetor Corsicae et Sardiniae et pontifex
- 169 пр.н.е. – Публий Фонтей Капитон, praetor Corsicae et Sardiniae
- 167 пр.н.е. – Авъл Манлий Торкват, praetor Corsicae et Sardiniae
- 163 пр.н.е. Тиберий Семпроний Гракх
- 126 пр.н.е. – Гай Семпроний Гракх
- 105 пр.н.е. – Тит Албуций, praetor Corsicae et Sardiniae
- 90 пр.н.е. – Публий Сервилий Вация
- 77 пр.н.е. – Луций Валерий Триарий, propraetor Corsicae et Sardiniae
- 56 пр.н.е. – Апий Клавдий Пулхер, propraetor Corsicae et Sardiniae
- 55 пр.н.е. – Марк Емилий Скавър, propraetor Corsicae et Sardiniae
- 49 пр.н.е. – Марк Аврелий Кота
- 48 пр.н.е.–47 пр.н.е. – Секст Педуцей, propraetor Corsicae et Sardiniae
- 40 пр.н.е. – Марк Лурий
- 40 пр.н.е. – Менодор (легат на Секст Помпей)